# ハルビン東安汽車発動機
ハルビン東安汽車発動機製造有限公司（中国語簡体字：哈尔滨东安汽车发动机制造有限公司、英: Harbin DAE Manufacturing Co., Ltd.、略称：DAE）は中国の黒竜江省ハルビン市に本社を置く合弁会社である。三菱自動車の中国市場における唯一のトランスミッション製造会社でもあった。
三菱自動車が保有する株式を売却して以降、ハイブリッドシステムの開発をするなど、独自色を強めている。

## 歴史
（出典：About DAE）
- 1998年10月19日：中国、日本、マレーシアの合弁企業として設立。創立会議および起工式がハルビン経済技術開発区で開催された。
- 2000年12月：4G1型エンジンが生産ラインから出荷された。
- 2005年9月：4G9型エンジンが生産ラインから出荷された。
- 2008年6月：三菱自動車がオートマチックトランスミッションのライセンス供与契約で合意し、ハルピンで調印式を行った[2]。
- 2010年4月：オートマチックトランスミッションの生産を開始[3]。
- 2019年4月：三菱自動車が2019年度度内に株式を売却すると発表[4]。
- 2020年5月：4G15型をベースに開発した、4J15T型エンジンが中国源动力·节能先锋賞を受賞した[5]。

## 生産エンジン
（出典：東安三菱 主要産品(エンジン)）

### D型エンジン
| エンジン型式   | D20TGDI                        | D20TG-AA                       |
| シリンダー配置 | 直列4気筒 16バルブ DVVT ターボ | 直列4気筒 16バルブ DVVT ターボ |
| 燃料供給装置   | GDI                            | GDI                            |
| 排気量         | 1,998 cc                       | 1,998 cc                       |
| 圧縮比         | 9.75:1                         | 10.0:1                         |
| 最高出力       | 171 kW/ 5,500 rpm              | 171 kW/ 5,500 rpm              |
| 最高トルク     | 360 N·m/ 1,750 - 3,500rpm      | 390 N·m/ 1,900 - 3300 rpm      |
| 排ガス規制     | 国6B 対応                      | 国6B 対応                      |

#### 主な搭載車両
- 長安・CS75 プラス（英語版）
- 長安・CS85 クーペ（英語版）
- 長安・UNI-K

### 4JT型エンジン
三菱製の4G1型エンジンをベースに独自改良したモデル。シリンダーブロックは鋳鉄製のものを使用している。
| エンジン型式   | 4J15T                               | 4J15TD                              | 4J15T2                              |
| シリンダー配置 | 直列4気筒 DOHC 16バルブ DVVT ターボ | 直列4気筒 DOHC 16バルブ DVVT ターボ | 直列4気筒 DOHC 16バルブ DVVT ターボ |
| 燃料供給装置   | PFI                                 | GDI                                 | PFI                                 |
| 排気量         | 1,468 cc                            | 1,499 cc                            | 1,499 cc                            |
| 圧縮比         | 9.0:1                               | 10.0:1                              | 10.0:1                              |
| 最高出力       | 106 kW                              | 120 kW                              | 111 kW                              |
| 最高トルク     | 215 N·m/ 1,750 - 4,600 rpm          | 260 N·m/ 1,600 - 4,000 rpm          | 230 N·m/ 1,600 - 4,000 rpm          |
| 排ガス規制     | 国6B 対応                           | 国6B 対応                           | 国6B 対応                           |

#### 主な搭載車両
- 潍柴（英語版）・U70（英語版）
- 東風風行・T5（英語版）

### 3JT型エンジン
三菱製の4G1型エンジンをベースに1気筒減らした独自改良モデル。シリンダーブロックは鋳鉄製のものを使用している。
| エンジン型式   | 3J12TD                              | 3J12T                               |
| シリンダー配置 | 直列3気筒 DOHC 12バルブ DVVT ターボ | 直列3気筒 DOHC 12バルブ DVVT ターボ |
| 燃料供給装置   | GDI                                 | PFI                                 |
| 排気量         | 1,198 cc                            | 1,198 cc                            |
| 圧縮比         | 9.5:1                               | 9.5:1                               |
| 最高出力       | 106 kW                              | 95 kW                               |
| 最高トルク     | 230 N·m/ 1,500 - 3,500 rpm          | 195 N·m/ 1,600 - 4,000 rpm          |
| 排ガス規制     | 国6B 対応                           | 国6B 対応                           |

### 4J型エンジン(1.5ℓ 1.6ℓ)
三菱製の4G1型エンジンをベースに独自改良したモデル。シリンダーブロックは鋳鉄製のものを使用している。
| エンジン型式   | 4J15M2                       | 4J15V                        | 4J16M2                       | 4J16V                        |
| シリンダー配置 | 直列4気筒 SOHC 16バルブ DVVT | 直列4気筒 SOHC 16バルブ DVVT | 直列4気筒 SOHC 16バルブ DVVT | 直列4気筒 SOHC 16バルブ DVVT |
| 燃料供給装置   | PFI                          | PFI                          | PFI                          | PFI                          |
| 排気量         | 1,488 cc                     | 1,488 cc                     | 1,584 cc                     | 1,584 cc                     |
| 圧縮比         | 11.5:1                       | 11.5:1                       | 11.5:1                       | 11.5:1                       |
| 最高出力       | 80 kW                        | 72 kW                        | 82 kW                        | 76 kW                        |
| 最高トルク     | 140 N·m                      | 131 N·m                      | 145 N·m                      | 140 N·m                      |
| 排ガス規制     | 国6B 対応                    | 国6B 対応                    | 国6B 対応                    | 国6B 対応                    |

#### 主な搭載車両
- 長安・スター 9（英語版）
- 長安・睿行 M80（英語版）
- 長安・睿行 M90（英語版）

### 4J型エンジン(1.8ℓ 2.0ℓ)
三菱製の4G9型エンジンをベースに独自改良したモデル。シリンダーブロックは鋳鉄製のものを使用している。
| エンジン型式   | 4J18V                        | 4J20V                        |
| シリンダー配置 | 直列4気筒 SOHC 16バルブ DVVT | 直列4気筒 SOHC 16バルブ DVVT |
| 燃料供給装置   | PFI                          | PFI                          |
| 排気量         | 1,834 cc                     | 1,999 cc                     |
| 圧縮比         | 11.5:1                       | 11.5:1                       |
| 最高出力       | 95 kW                        | 101 kW                       |
| 最高トルク     | 178 N·m                      | 188 N·m                      |
| 排ガス規制     | 国6B 対応                    | ユーロ6B 対応                |

#### 主な搭載車両
- サーイパー・アリア（英語版）
- 長安・スター プラス（英語版）

## 生産トランスミッション
（出典：東安三菱 主要産品(トランスミッション)）
- M6F1/2/3 6M/T
- A6F5/7 6A/T
- A8F40 8A/T

### 注記
1. ↑  Port Fuel Injection（ポート・フューエル・インジェクション）の略。